# Ауди Q5
Ауди Q5 је компактни луксузни кросовер који производи немачка фабрика аутомобила Ауди од 2008. године, тренутно у другој генерацији.

## Историјат
Модел прве генерације (тип 8R) био је трећи члан породице Б8 који је изашао након Аудија А5 и А4 четврте генерације и сви су се заснивали на Аудијевој МЛБ платформи. Друга генерација (тип 80А) је представљена 2016. године и дели платформу МЛБево са одговарајућим Б9 верзијама А4 и А5.
Највећи конкуренти су му Мерцедес ГЛК-класе (која је од 2016. године преименована у ГЛЦ-класу), BMW X3, Порше макан, Јагуар ф-пејс, Волво XC60, Линколн MKC (преименован у Corsair од 2020), Лексус NX и Ранџ Ровер велар. Позициониран је испод већих Q7 и Q8, али изнад мањих Q3 и Q2.

### Прва генерација (2008−2017)
Први пут је представљен јавности на салону аутомобила у Пекингу у пролеће 2008. године и на салону у Лос Анђелесу новембра исте године за Северноамеричко тржиште.
Ауди Q5 је дугачак 4,63 метра, широк 1,88 и висок 1,65 метара. Међуосовинско растојање је највеће у класи и износи 2,81 метар. Коефицијент отпора ваздуха је 0,33, чиме овај аутомобил спада у сам врх сегмента. Q5 израђен је у највећој мери од алуминијума, укључујући и поклопац мотора и пртљажника. На први поглед Q5 изгледа као типичан представник Аудијеве школе дизајна. Типична маска је типа „сингле-фрејм”", а предња света могу комбиновати би-ксенон и дневну лед технику осветљења. Q5 може изгледати лепше доплатом за С-лајн пакет или оф роуд пакет опреме, који укључује и фелне пречника 19 инча. Унутрашњост је функционална, од квалитетног материјала и врхунске завршне обраде. Седишта су обликована ергономски, док пртљажни простор нуди 540 литара, односно 1.560 литара када се оборе задњи наслони седишта.
Редизајн је урађен 2012. године доносећи мање стилске промене на спољашњости, унутрашњости, са новинама на шасији и понуди мотора. На спољашњем делу добија нову шестоугаону предњу маску, редизајниране предње фарове, као и делимично редизајнирани предњи браник, док се на задњем делу примећује другачија графика стоп светала и измењено унутрашње крило. Промене ентеријера су дискретније, а пре свега се односе на коришћење врхунских материјала и на нови дизајн управљача.

### Друга генерација (2017−)
Друга генерација је представљена на салону у Паризу октобра 2016. године. Q5 има препознатљиву спољашњост, карактеристичну за аутомобиле из Инголштата. Ипак, Ауди је нови модел стилски значајно модернизовао и визуелно прилагодио пратећој гами.
Разлике између две генерације нису толико видљиве споља, али да је реч о потпуно новом аутомобилу сведочи податак да је Q5 и до 90 kg лакши од претходника, захваљујући пре свега новој механичкој платформи. Осим тога што је сада лакши, Ауди Q5 је и незнатно већи од претходне генерације. Аутомобил је дугачак 4,66 метара, широк 1,89 метара и висок 1,66 метара, док је међуосовинско растојање 2,82 метра. Повећан је и капацитет пртљажника, па корисна запремина износи 550-610 литара, у зависности од положаја задњих седишта, док се обарањем наслона добија пртљажни простор од 1.550 литара.
Унутрашњост је знатно модернизована у односу на претходну верзију. Екран мултимедијалног система измештен је на врх централне конзоле, па као и код других модела најновије генерације овог произвођача има изглед мањег таблета. Најважнија новина у кабини је 12,3 инчни дигитални дисплеј који је заменио конвенционалну аналогну инструмент таблу. Као опција, на располагању је и „хед-ап” дисплеј.